# NLL sezon 2004
Sezon rozpoczął się 26 grudnia 2003 roku, a zakończył 7 maja 2004 roku. W tym sezonie z występu w lidze zrezygnowały zespoły Ottawa Rebel, New York Saints, a drużyna Columbus Landsharks zmieniła nazwę na Arizona Sting, New Jersey Storm zmieniła nazwę na Anaheim Storm i Albany Attack zmienił nazwę na San Jose Stealth. Podczas meczu All Star Game wschód pokonał zachód 19 - 15. Niewiele brakowało aby sezon nie odbył się z powodu braku porozumienia między ligą a PLPA. W grudniu 2003 roku odbył się dwunastodniowy strajk zawodników. Jednak obie strony doszły do porozumienia i sezon odbył się. W tym sezonie również zmniejszono liczbę dywizji o dwóch. Był to osiemnasty sezon zawodowej ligi lacrosse (licząc sezony EPBLL i MILL). Mistrzem sezonu została drużyna Calgary Roughnecks.

## Wyniki
W – Wygrane, P – Przegrane, PRC – Liczba wygranych meczów w procentach, GZ – Gole zdobyte, GS – Gole stracone
| Kwalifikacja do playoffs |

| Wschodnia Dywizja     |    |   |       |     |     |
| Drużyna               | W  | P | PRC   | GZ  | GS  |
| Toronto Rock          | 10 | 6 | 0.625 | 202 | 176 |
| Rochester Knighthawks | 8  | 8 | 0.500 | 173 | 186 |
| Buffalo Bandits       | 8  | 8 | 0.500 | 205 | 198 |
| Philadelphia Wings    | 7  | 9 | 0.438 | 192 | 198 |

| Zachodnia Dywizja  |    |    |       |     |     |
| Drużyna            | W  | P  | PRC   | GZ  | GS  |
| Colorado Mammoth   | 13 | 3  | 0.813 | 223 | 173 |
| San Jose Stealth   | 11 | 5  | 0.688 | 204 | 201 |
| Calgary Roughnecks | 10 | 6  | 0.625 | 214 | 187 |
| Arizona Sting      | 7  | 9  | 0.438 | 200 | 208 |
| Vancouver Ravens   | 5  | 11 | 0.313 | 188 | 213 |
| Anaheim Storm      | 1  | 15 | 0.063 | 171 | 227 |

### Playoffs

#### Półfinały Dywizji
- Buffalo Bandits 13 – Rochester Knighthawks 9
- Calgary Roughnecks 15 – San Jose Stealth 14

#### Finały Dywizji
- Calgary Roughnecks 13 – Colorado Mammoth 11
- Buffalo Bandits 19 – Toronto Rock 10

### Finał
- Buffalo Bandits 11 – Calgary Roughnecks 14

## Nagrody
| Nagroda                        | Zwycięzca       | Drużyna               |
| ------------------------------ | --------------- | --------------------- |
| MVP sezonu                     | Jim Veltman     | Toronto Rock          |
| Najlepszy debiutant sezonu     | Taylor Wray     | Calgary Roughnecks    |
| Trener sezonu                  | Paul Day        | Rochester Knighthawks |
| MVP meczu finałowego           | Curtis Palidwor | Calgary Roughnecks    |
| Najlepszy strzelec (55 bramek) | Gary Gait       | Colorado Mammoth      |